# Ozonlagret

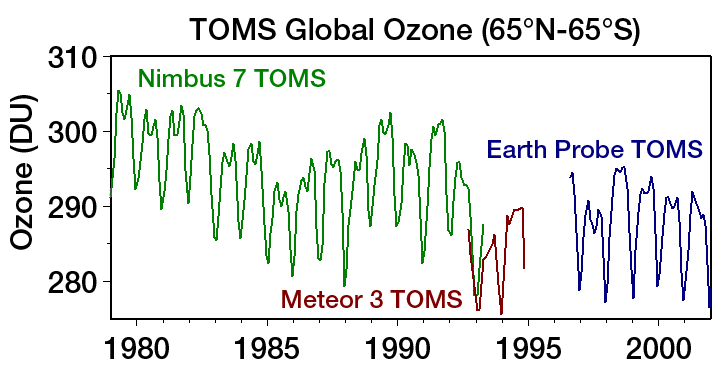
Ozonhalten i stratosfären varierar säsongsvis men sjunker sakta men säkert. Diagrammet visar den globala, månatliga genomsnittsmängden ozon mellan 65:e nordliga respektive sydliga breddgraden från 1979 till slutet av 2001.
Diagram: NASA. (PD)

Ozonlagret eller ozonskiktet är ett lager i jordens stratosfär bestående av ozon som är viktigt för livet på jorden, då det absorberar skadlig UV-strålning från solen. Ozonhalten är särskilt hög i stratosfärens nedre skikt som ligger 15–30 km över markytan. Ozonlagrets tjocklek mäts i DU (Dobson Units). 
Utsläpp av ozonnedbrytande gaser, särskilt freon, har tunnat ut ozonlagret. Detta resulterar i att mindre av den skadliga UV-strålningen från solen filtreras bort innan den når jordytan, vilket ökar risken för hälsoproblem såsom hudcancer, nedsatt immunförsvar och ögonskador. Det kan också ha negativa effekter på växt- och djurliv, till exempel har tillväxten av växtplankton påverkats, vilket medfört minskad fisktillgång. 
Ozonlagret skadas allvarligt av freoner eftersom kloratomer frigörs när freonet sönderdelas av UV-ljuset i stratosfären. Dessa kloratomer fungerar sedan som katalysatorer för nedbrytningen av ozon. En enda kloratom kan förstöra mellan tiotusen och hundratusen ozonmolekyler. Mekanismen har klarlagts av bland andra Crutzen, Rowland och Molina.
Genom att minska utsläppen av ozonnedbrytande gaser kan skadan på ozonlagret långsamt repareras eftersom syre övergår till ozon när det utsätts för UV-strålning. 2018 rapporterade Sveriges Television att ozonlagret delvis återhämtat sig efter att Förenta nationerna skrev under Montrealprotokollet 1989.

## Kemisk process

Ozonhalten inom olika höjder och hur de blockerar olika typer av UV-strålning.

Ozon finns i atmosfären på en höjd mellan 15 och 55 km. En ozonmolekyl (O3) består av tre syreatomer, till skillnad från en vanlig syrgasmolekyl (O2), som består av två syreatomer. Ozonet bildas då syre i atmosfären utsätts för ultraviolett strålning från solen. Ultraviolett strålning spjälkar O2-molekyler till fria atomer och när de fria syreatomerna reagerar med andra syremolekyler bildas O3. Denna process initieras varje gång en syremolekyl träffas av UV-strålning. Processen kan beskrivas med den kemiska formeln:
{\displaystyle {\ce {O2{}+{\mathit {h}}\nu _{uv}->2O}}}
{\displaystyle {\ce {O + O2 <-> O3}}}

## Ozonhålet

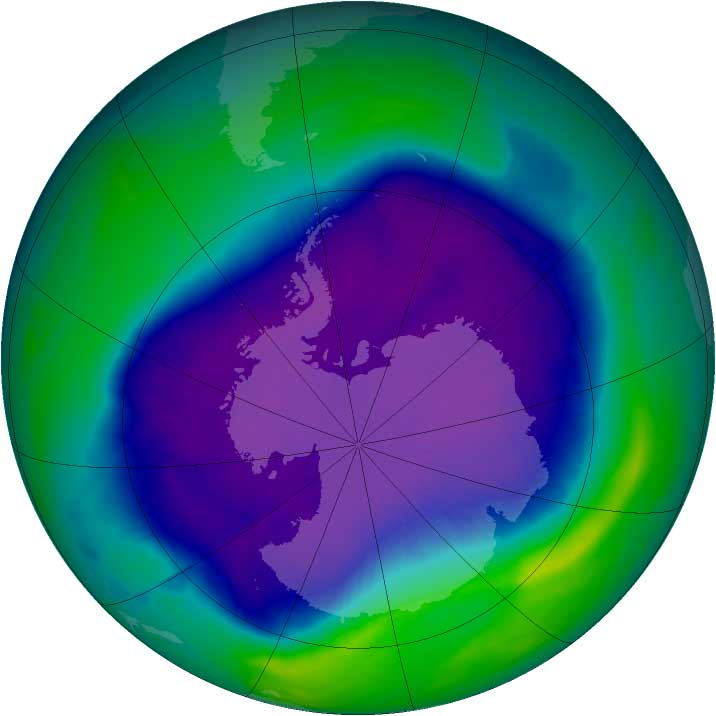
Stort ozonhål över Antarktis, september 2006.

Vid början av 1970-talet konstaterades att ozonlagret hade börjat tunnas ut främst vid Antarktis. 1984 hade ozonhalten sjunkit med 40 procent. Man kunde observera lägre ozonhalter även i andra delar av atmosfären, bland annat över Australien och Arktis, däremot inte lika låga som vid Antarktis. En av de främsta orsakerna till att ozonlagret tunnats ut var utsläpp av olika gaser, speciellt freoner (även kallat CFC). Innan denna upptäckt troddes freonerna vara ofarliga för miljön, och gaserna användes bland annat till avfettningsmedel, drivgas i sprayflaskor och köldmedium i kylskåp, frysskåp och luftkonditioneringar.  Dessutom är ozonlagret är väldigt känsligt över Antarktis bland annat på grund av den låga temperaturen. 
Enligt Montrealprotokollet som trädde i kraft 1989 så gav ett flertal länder löfte om att förbjuda tillverkning av freoner (CFC) och andra ozonnedbrytande ämnen. Sverige genomförde en snabb avveckling av CFC fram till år 1995, liksom många andra länder som undertecknade Montrealprotokollet. Utvecklingsländer fick längre tid på sig att fasa ut CFC fram till 2010. Flera andra ozonnedbrytande ämnen är också redan förbjudna eller kommer att vara det senast 2030 i utvecklingsländer. Forskare tror att det kan dröja till år 2100 innan ozonlagret är helt återställt.